# آکینوبو اوکادا
آکینوبو اوکادا (انگلیسی: Akinobu Okada؛ زادهٔ ۲۵ نوامبر ۱۹۵۷) بازیکن بازنشته بیسبال اهل ژاپن است.